# Історія іграшок: Страшилка
«Історія іграшок: Страшилка» (англ. Toy Story of Terror!) — короткометражний анімаційний фільм 2013 року виробництва студії «Walt Disney Pictures» та «Pixar».

## Сюжет
Події «Страшилки» розгортаються невдовзі після подій «Історії іграшок 3».
Вуді, Базз, Джессі та інші іграшки відправляються разом з Бонні та її мамою в автомобільну подорож до бабусі. Дорогою у машини пробилось колесо і компанії доводиться переночувати у придорожньому мотелі. Вночі іграшки таємничим і моторошним чином починають зникати одне за одним. Виявилось що їх викрадає дресирована ящірка для свого господаря — власника мотелю Рона, який потім продає іграшки в інтернеті. Чи вдасться іграшкам врятуватись і повернутись до Бонні?

## У ролях
| Персонаж                          | Озвучка (оригінал) | Український дубляж   |
| --------------------------------- | ------------------ | -------------------- |
| Вуді                              | Том Генкс          | Володимир Терещук    |
| Базз Рятівник                     | Тім Аллен          | Олексій Богданович   |
| Джессі                            | Джоан К'юсак       | Катерина Брайковська |
| Командир Карл/Командир Карл малий | Карл Везерс        | Ігор Волков          |
| Рон                               | Стівен Тоболовськи | Дмитро Вікулов       |
| Колюх-Капелюх                     | Тімоті Далтон      | Олег Лепенець        |
| Рекс                              | Воллес Шон         | Максим Кондратюк     |
| Пан Картоплина                    | Дон Ріклс          | Олег Стальчук        |
| Тріксі                            | Крістен Шаал       | Марина Кукліна       |
| Кішка                             | Кейт Маккінон      | Вікторія Москаленко  |
| Бонні                             | Емілі Ган          | Софія Масаутова      |
| Мати Бонні                        | Лорі Алан          | Катерина Качан       |
| Годинник                          | Крістіан Роман     | Валерій Шептекіта    |
| Бетсі                             | Лоурен Ньюман      | Вікторія Москаленко  |
| Вампір                            | Джейсон Топольські | Ігор Волков          |

Фільм дубльовано на студії «Le Doyen» на замовлення «Disney Character Voices International» у 2013 році.